# Ершов, Пётр Андреевич

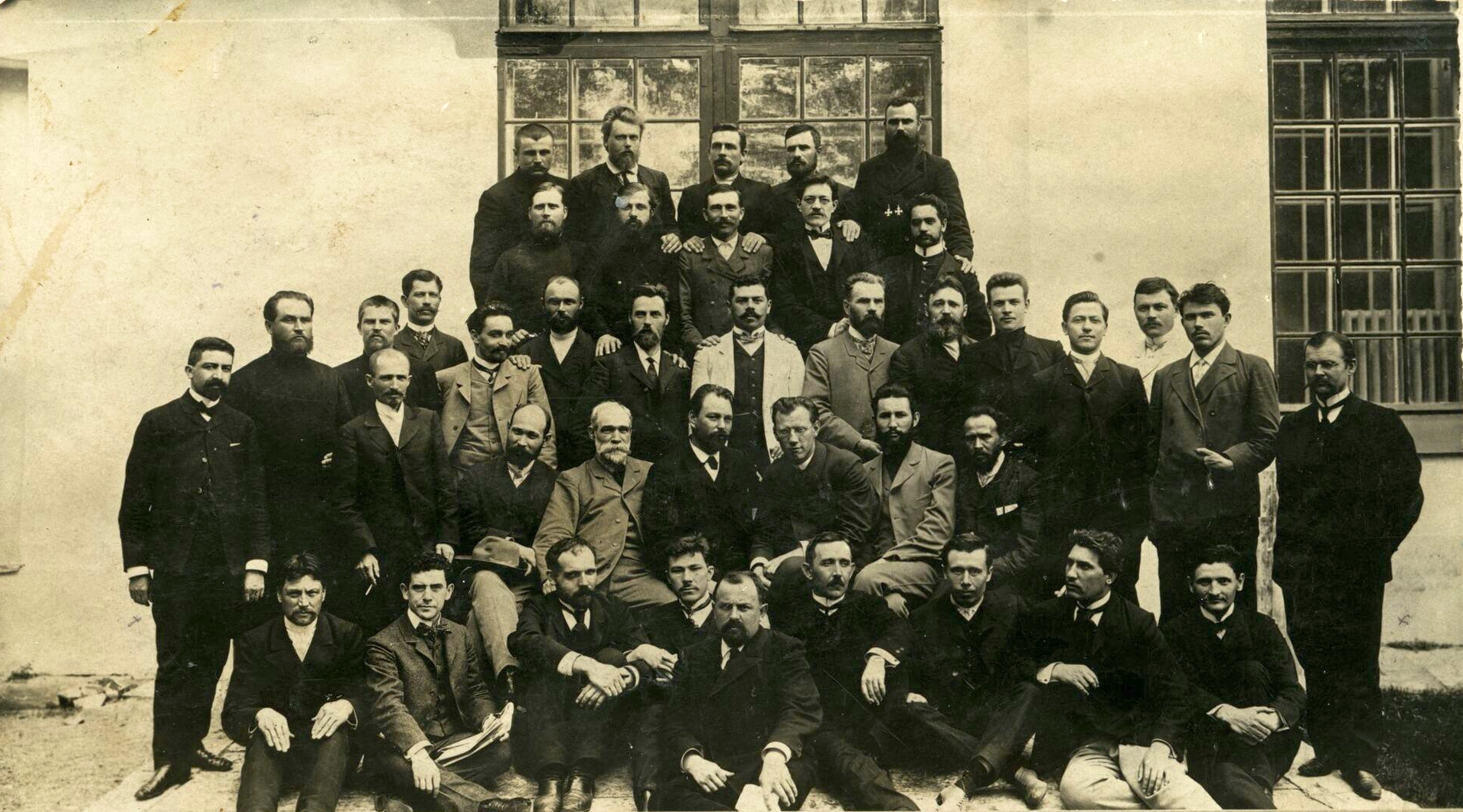
Трудовая группа I Государственной думы. П. А. Ершов сидит во втором ряду, второй справа.

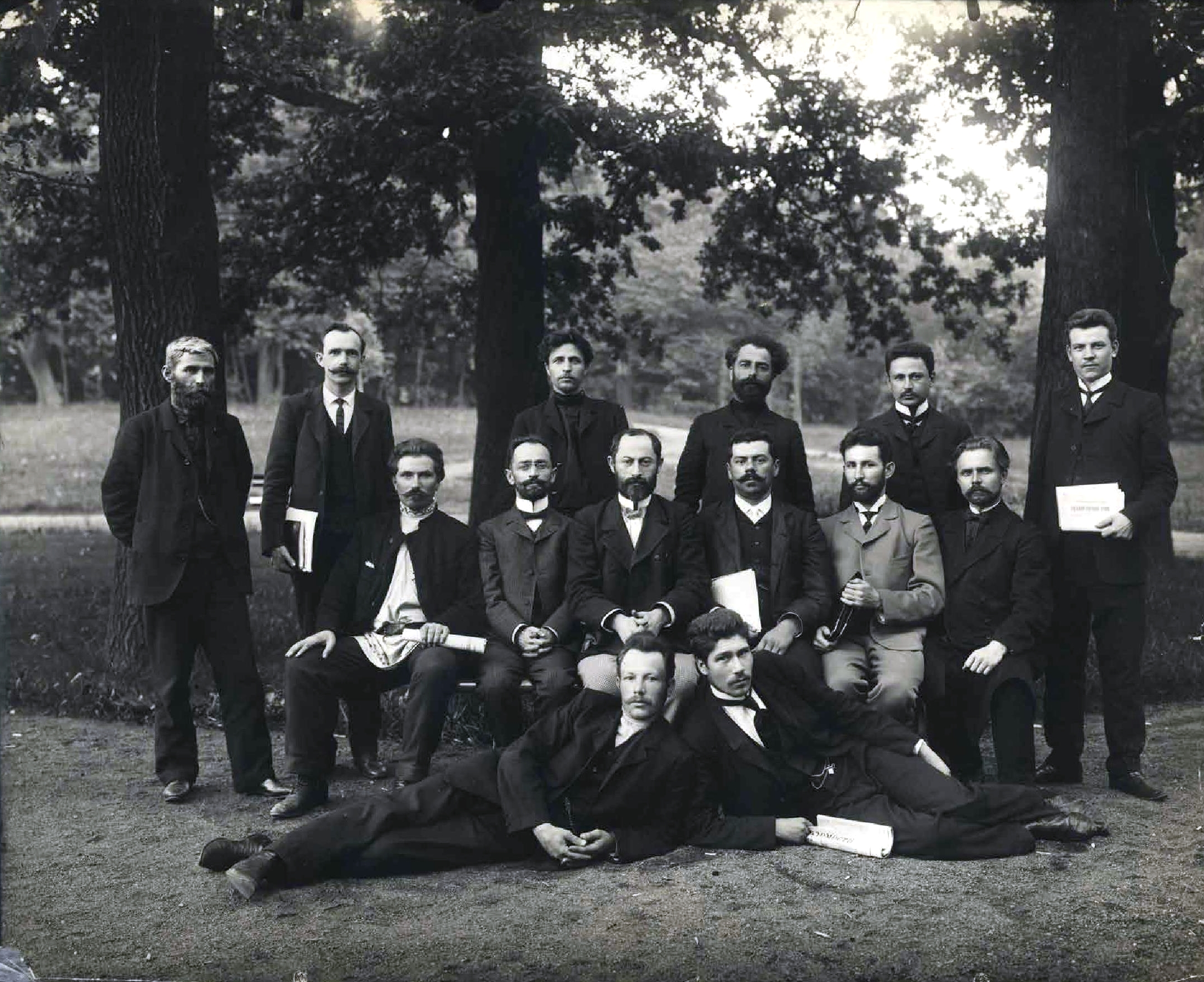
Социал-демократическая фракция I Государственной думы. Стоят: И. И. Рамишвили, И. Ф. Савельев, З. И. Выровой, С. Н. Церетели, И. Г. Гомартели, А. И. Смирнов; сидят: М. И. Михайличенко, С. Д. Джапаридзе, Н. Н. Жордания, В. А. Ильин, П. А. Ершов, И. Е. Шувалов; лежат: В. Н. Чурюков, И. И. Антонов

Пётр Андреевич Ершов (1878 — 1939) — рабочий-чертёжник Казанского порохового завода, депутат Государственной думы I созыва от Казанской губернии.

## Биография
Православного вероисповедания, из крестьян деревни Заозерье Яранского уезда Вятской губернии (ныне — в Санчурском районе Кировской области). Окончил двухклассное городское училище. Занимался отхожим промыслом. Позднее рабочий-чертёжник Казанского порохового завода.
14 апреля 1906 избран в Государственную думу I созыва от общего состава выборщиков Казанского губернского избирательного собрания. Был выборщиком от рабочих. Внепартийный социал-демократ. По политическим взглядам характеризуется либо как «левее партии „народной свободы“», либо как «крайний левый». По одним сведениям входил в Социал-демократическую фракцию, однако трудовики в своем издании «Работы Первой Государственной Думы» политическую позицию Ершова характеризуют как «Трудовая группа — Социал-демократы», что, по-видимому, означает, что Ершов принимал участие в заседаниях двух фракций. Член комиссий о всеподданнейшем адресе, по исполнению государственной росписи доходов и расходов и распорядительной комиссии. Выступал по вопросам о собраниях, об отмене смертной казни, об амнистии. Инициировал ряд запросов. Внёс предложение почтить память казнённых в Риге 8 рабочих вставанием и осудить действия прибалтийского генерал-губернатора. Призывал опираться в думской работе на народное движение, указывая, что для проведения принятых законопроектов в жизнь «необходима поддержка снизу», без которой «мы ничего не осуществим», а «писаные законы — это не есть гарантия свободы». Вместе с 14-ю членами Социал-демократической фракции подписал обращение к рабочим.
10 июля 1906 года в г. Выборге подписал «Выборгское воззвание» и осуждён по ст. 129, ч. 1, п. п. 51 и 3 Уголовного Уложения, приговорён к 3 месяцам тюрьмы и лишён права быть избранным.
После роспуска Государственной Думы I созыва вернулся в Казань. В июле 1906 принят на прежнюю должность чертёжника на Казанском пороховом заводе, дав обещание в письменной форме не заниматься на его территории агитацией среди рабочих. Казанский губернатор М. В. Стрижевский обвинил его во ведении «через посредство своих знакомых путём частной переписки» усиленной агитации среди рабочих Казани и потребовал увольнения Ершова. Однако начальник завода полковник Кисьменский отказался подчиниться данному требованию, опасаясь, что это вызовет волнения среди рабочих. Решение о немедленном увольнении П. А. Ершова было принято на заседании Совета министров 6 октября 1906, причём уже после увольнения Ершов получил серебряную медаль за усердную службу. 30 октября Ершов был уволен и выслан в село Кукмор. На пороховом заводе месячный оклад Ершова был 100 рублей, после увольнения с октября 1906 по июнь 1907 он заработал всего 70 рублей. Позднее в Кукморе работал на фабрике валяльной обуви.
В начале 1917 послал приветствие в Государственную Думу в связи с победой Февральской революции.
На момент рождения сына в Казани — Всеволода Петровича Ершова (11 или 12 июля 1921 года) П. А. Ершов (43 года) — заведующий хозяйством Казанского Порохового завода, а постоянное место проживания — Вятская губерния, Яранский уезд, Сметанинская волость, деревня Заречная? (написано неразборчиво в копии Выписи о рождении сына).
13 сентября 1921 Пётр Андреевич Ершов, являвшийся тогда председателем кооператива при пороховом заводе, арестован за «созыв нелегального собрания комитета помощи голодающим». Одновременно с ним по этому же делу арестован другой «перводумец и выборжец» И. Н. Овчинников и ещё 8 человек. Через две недели они освобождены Коллегией Всетатарской ЧК (реабилитированы только 10 ноября 1998).
П. А. Ершов был последним владельцем двухэтажного дома в селе Покровское-Луговка Воловского района Тульской области.
В последние годы жизни Пётр Андреевич Ершов работал техником-строителем и умер от заболевания лёгких, возможно, пневмонии, в 1939 году.

## Семья
- Жена — Вера Павловна Ершова (урождённая Козлова), домохозяйка, в дальнейшем работала учителем. На момент рождения сына — Ершова Всеволода Петровича — Вере Павловне 28 лет.[16] Скончалась в 1972 году в Казани.[16]
  - Сын — Всеволод Петрович Ершов, родился в Казани 12 июля 1921 года (11 июля 1921 года — по копии Выписи о рождении от 29 июля 1921 года[16]), умер в Волгограде 9 сентября 1994 года. В. П. Ершов — участник Великой Отечественной войны, был помощником командира взвода разведки на Западном и командиром взвода разведки на Сталинградском фронтах[17]. Журналист, партийный работник, автор сценария многосерийного телевизионного документального фильма «Страницы Сталинградской битвы» (1967)[18]. Похоронен в Волгограде на Димитриевском (Центральном) кладбище[19].
  - Дочь — Зоя Петровна (урождённая Ершова), родилась и жила в Казани.[19]